# Hrabstwo Ontario
Ontario – hrabstwo (ang. county) w stanie  Nowy Jork w Stanach Zjednoczonych.
Powierzchnia hrabstwa wynosi 662,53 mi² (około 1716 km²). Według stanu na 2010 rok jego populacja wynosi 107 931 osób, a liczba gospodarstw domowych: 148 193. W 2000 roku zamieszkiwały je 100 224 osoby, a w 1990 mieszkańców było 95 101.

## Podział administracyjny
Na terenie hrabstwa leżą 2 miasta: Canandaigua i Geneva, przy czym to ostatnie częściowo leży także w hrabstwie Seneca. W obrębie hrabstwa leży 16 towns. Są to:
- Bristol
- Canadice
- Canandaigua
- East Bloomfield
- Farmington
- Geneva
- Gorham
- Hopewell
- Manchester
- Naples
- Phelps
- Richmond
- Seneca
- South Bristol
- Victor
- West Bloomfield

Ponadto na terenie hrabstwa znajdują się villages: 
- Bloomfield
- Clifton Springs
- Manchester
- Naples
- Phelps
- Shortsville
- Victor

oraz CDP: Crystal Beach, Gorham, Hall, Honeoye i Port Gibson.